# Polydictya illuminata
Polydictya illuminata är en insektsart som beskrevs av William Lucas Distant 1906. Polydictya illuminata ingår i släktet Polydictya och familjen lyktstritar. Inga underarter finns listade i Catalogue of Life.